# دانشگاه ارزگان
دانشگاه ارزگان دانشگاهی دولتی در ترین‌کوت مرکز جنوبی ولایت ارزگان افغانستان است. دانشگاه ارزگان با نام مؤسسهٔ تحصیلات عالی ارزگان، دارای دو دانشکدهٔ تعلیم و تربیت و کشاورزی می‌باشد. این دانشگاه رسما در ۲۰۱۲ ایجاد شده است.
مردم ارزگان، نمایندگان مجلس و والی این ولایت در تلاش برای ایجاد دانشکده‌های بیشتر هستند. تعداد زیادی از دانشجویان مایلند به جای رفتن به هر استان دیگری در افغانستان، در ولایت ارزگان تحصیل کنند.

## دانشکده‌ها
- دانشکدهٔ کشاورزی
- دانشکدهٔ تعلیم و تربیت